# Великие Бесяды (Логойский район)
Великие Бесяды (бел. Вялі́кія Бяся́ды) — деревня в Логойском районе Минской области Беларуси. В составе Янушковичского сельсовета.

## География
Пролегает дорога Н-9548.
Ближайшие населённые пункты Бояры, Хоружинцы и др. Рядом расположены садовые участки Чаровница.

## История
С 1908 года в Гайно-Слободской волости Борисовского уезда Минской губернии.
В 1924—1954 годах центр Бесядского сельсовета.

## Население

### Численность
- 2019 год — 17 жителей

### Динамика
- 1908 год — 286 жителей, 37 дворов[2]
- 1999 год — 56 жителей (перепись населения)
- 2009 год — 30 жителей (перепись населения)[2]
- 2019 год — 17 жителей (перепись населения)

## Улицы
- Лесная
- Поселковая